# A Incoerência da Incoerência
A Incoerência da Incoerência (língua árabe: تهافت التهافتTahāfut al-Tahāfut) é um livro escrito pelo filósofo, médico e polímata muçulmano andaluz Averróis.
Trata-se de um importante tratado da época da filosofia islâmica clássica, no qual o autor defende o uso da filosofia aristotélica dentro do pensamento islâmico.
Foi escrito em estilo de diálogo contra o pensamento de Al-Ghazali' na obra A Incoerência dos Filósofos (Tahāfut al-Falasifa), que criticava o pensamento islâmico neoplatónico. Originalmente escrito em língua árabe, A Incoerência da Incoerência foi posteriormente traduzido em outras línguas. O livro é considerado uma das obras mais importantes de Averróis, e nele, é tentada a criação de uma harmonia entre fé e filosofia.